# Rubus ostroviensis
Rubus ostroviensis är en rosväxtart som beskrevs av Franz Joseph Spribille. Rubus ostroviensis ingår i släktet rubusar, och familjen rosväxter. Inga underarter finns listade i Catalogue of Life.